# Annekssøen
Annekssøen är en sjö i Grönland (Kungariket Danmark). Den ligger i den nordöstra delen av Grönland, 1 800 km nordost om huvudstaden Nuuk. Annekssøen ligger 233 meter över havet. Arean är 40 kvadratkilometer. Trakten runt Annekssøen består i huvudsak av gräsmarker. Den sträcker sig 27,4 kilometer i nord-sydlig riktning, och 18,0 kilometer i öst-västlig riktning.